# 9899 Greaves
9899 Greaves este o planetă minoră (asteroid), cu un diametru de 5,017 km, din centura de asteroizi. A fost descoperită pe 12 martie 1996 la Observatorul Siding Spring de Robert H. McNaught și a fost numită după William Michael Herbert Greaves⁠(d). 
Obiectul prezintă o orbită caracterizată de o semiaxă mare de 2,3633585 UAi, o excentricitate de 0,15, o înclinație de 7,85156 ° în raport cu ecliptica.